# 居让-梅斯特拉斯
居让-梅斯特拉斯（法語：Gujan-Mestras，法語發音：[ɡyʒɑ̃ mɛstʁas]），法国西南部城市，新阿基坦大区吉伦特省的一个市镇，隶属于阿卡雄区，其市镇面积为53.99平方公里，2022年1月1日时人口数量为22,643人，在法国城市中排名第426位。
居让-梅斯特拉斯位于吉伦特省西南部，阿卡雄湾南侧，是一个区域性的中心城市。因当地的牡蛎养殖业而闻名，被称为“七港之城”（ville aux sept ports）。

## 地名来源
一名自1936年起成为当地的官方名称，在此之前，当地的官方名称仅为“居让”（Gujan）。
居让和梅斯特拉斯是该市镇内的两个主要城镇。根据当地官方网站资料的论述，“居让”和“梅斯特拉斯”两个名称来源于中世纪初的人名，两者可能均为当地历史上的领主。

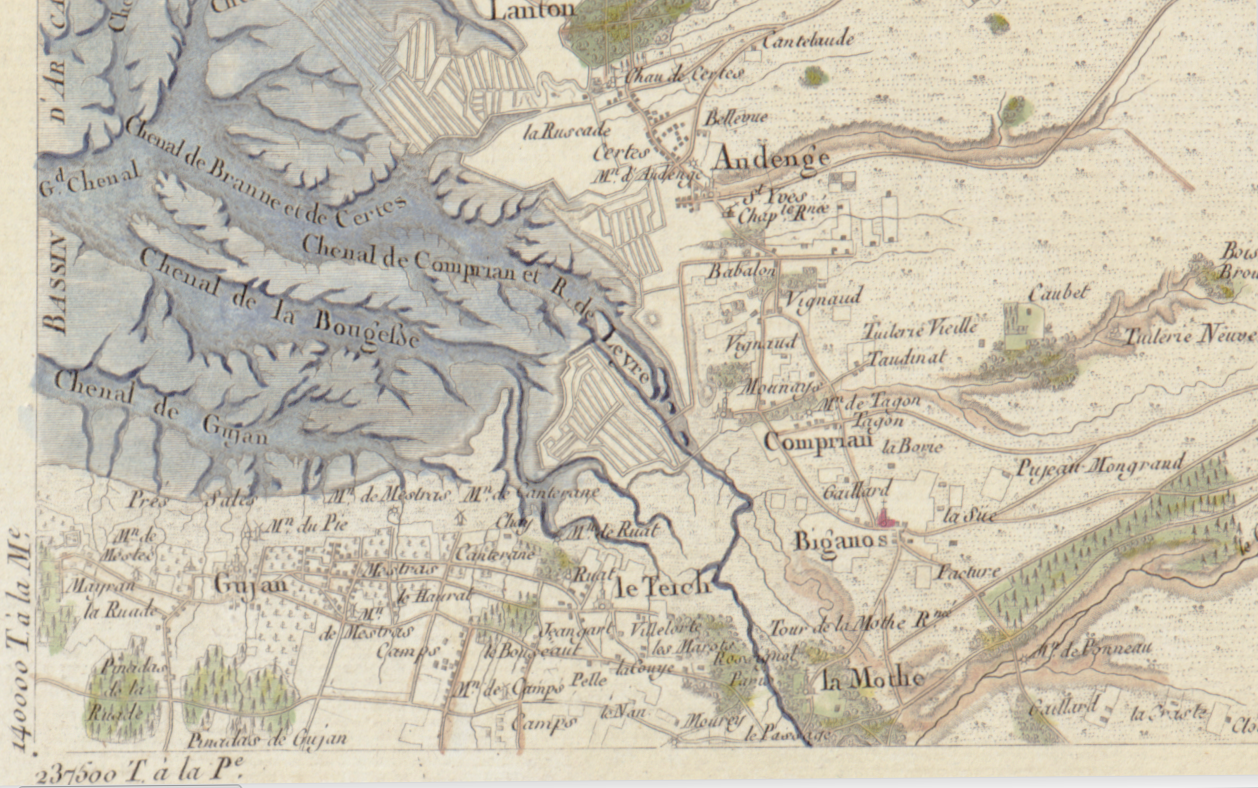
卡西尼地图上标注的“Gujan”

因翻译标准不同，“Gujan-Mestras”在中文谷歌地图以及部分汉语资料中被译为居让梅斯特拉。

## 历史

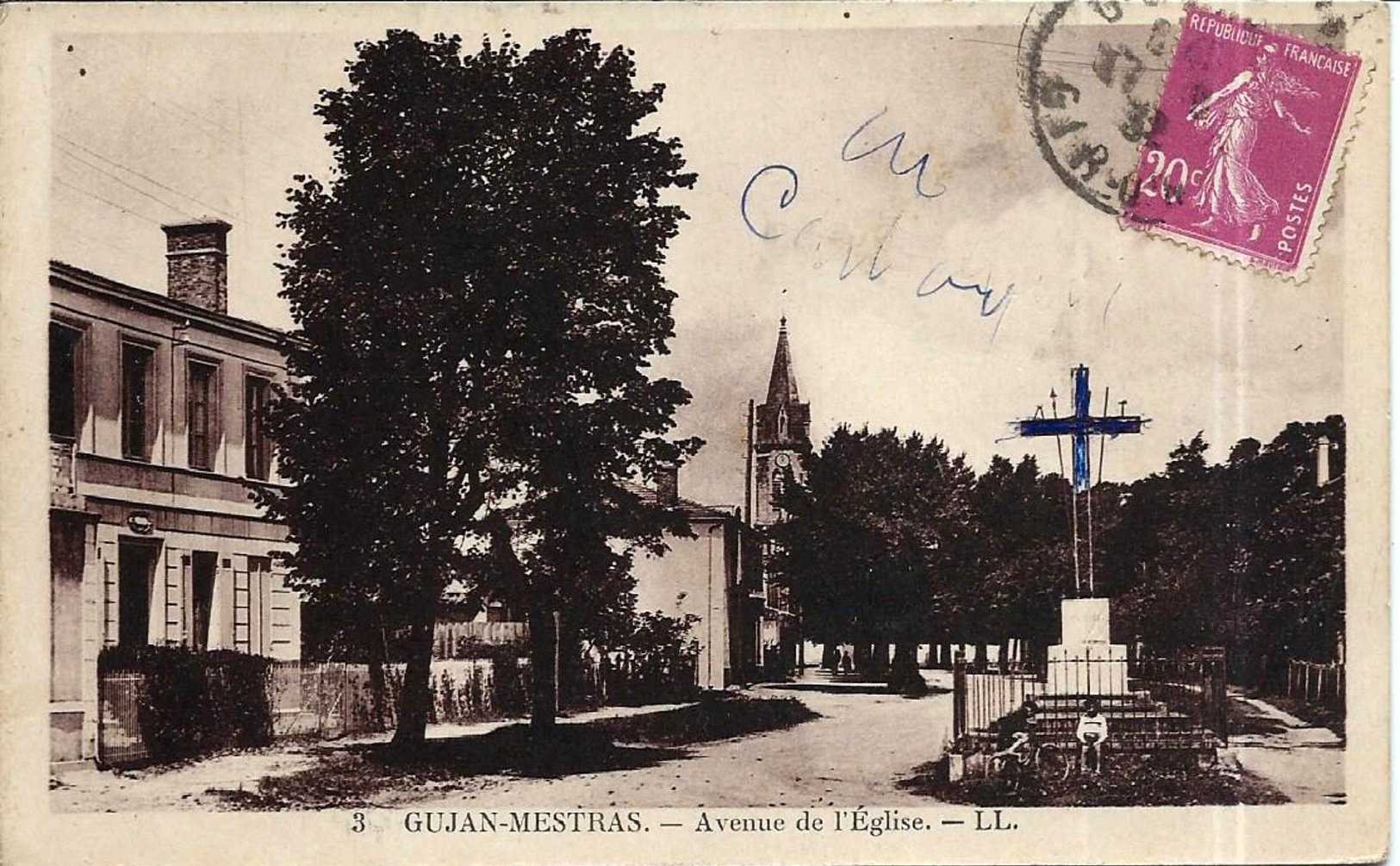
20世纪初的居让-梅斯特拉斯

居让-梅斯特拉斯所处区域在中世纪初为博亚特人的活动范围，其祖先可能为居住于中欧内陆地区的波伊人。根据当地官方网站的介绍，居让-梅斯特拉斯最初的建城史始于1274年，彼时，该区域为图卢兹主教的一处领地。1572年，耶稣会开始管理居让-梅斯特拉斯，当地出现了一处新的教堂。此后，居让-梅斯特拉斯成为比什地区的行政中心，捕鱼和农业成为当地主要的经济活动，其附近亦有大片葡萄种植园。法国大革命后，居让和梅斯特拉斯共同组建成为吉伦特省的一个市镇。1823年，居让境内出现了一座蒸馏厂，成为当地的首个工业部门。1843年，途径居让的铁路线建成通车。1857年起，居让附近的沿海地区兴起了牡蛎养殖业，当地先后出现了七个主要渔港，居让也因此被成为“七港之城”（ville aux sept ports）。二战后，随着旅游业的兴起，居让-梅斯特拉斯出现了大片疗养院及游客接待设施，当地常住人口数量逐年增加。

## 地理

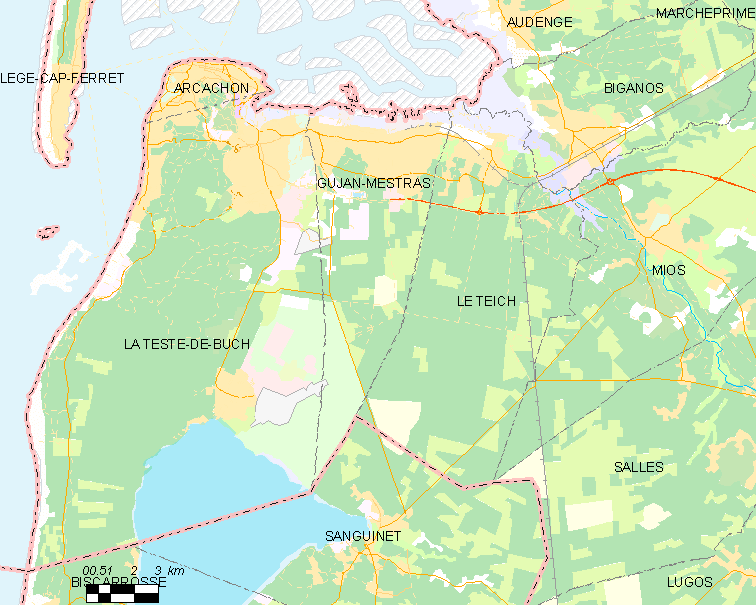
居让-梅斯特拉斯市镇范围地图

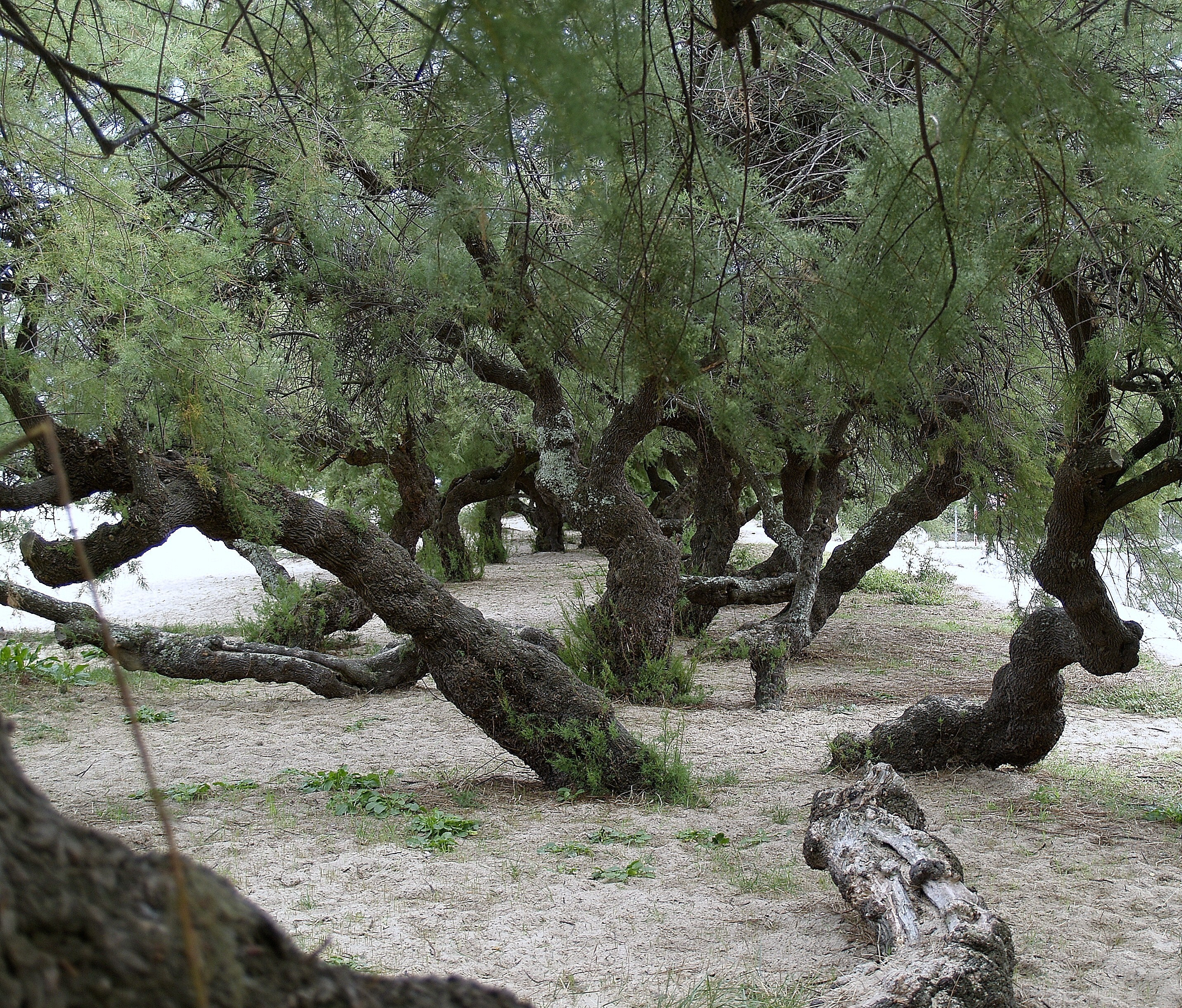
居让-梅斯特拉斯的一处怪柳滩

居让-梅斯特拉斯位于法国西南部，新阿基坦大区西部偏南和吉伦特省西南部，距离省会波尔多大约50公里。与居让-梅斯特拉斯接壤的市镇包括：勒泰什、拉泰斯特德比什、桑吉内。

### 地形
居让-梅斯特拉斯位于阿卡雄湾南侧，阿基坦盆地腹地，境内以平原为主，市镇中心地势较为平坦，全境海拔在0到28米之间。

### 水文
城关溪（Ruisseau du Bourg）自南向北流经境内并独立注入大西洋，居让和梅斯特拉斯两地分别位于河流左右两岸。

### 植被
居让-梅斯特拉斯属于温带阔叶混交林区，市中心的市府公园（Jardin de la Mairie）是当地的主要城市绿地，林地则广泛分布于河流附近以及市镇范围南部地区。
在鲜花城市的评比中，居让-梅斯特拉斯暂未被评级。

### 气候
居让-梅斯特拉斯在柯本气候分类法中属于温带海洋性气候。
距离居让-梅斯特拉斯最近的常年气象站位于比什地区拉泰斯特境内，以下为该气象站的数据：
| 比什地区拉泰斯特1981年－2019年 | 比什地区拉泰斯特1981年－2019年 | 比什地区拉泰斯特1981年－2019年 | 比什地区拉泰斯特1981年－2019年 | 比什地区拉泰斯特1981年－2019年 | 比什地区拉泰斯特1981年－2019年 | 比什地区拉泰斯特1981年－2019年 | 比什地区拉泰斯特1981年－2019年 | 比什地区拉泰斯特1981年－2019年 | 比什地区拉泰斯特1981年－2019年 | 比什地区拉泰斯特1981年－2019年 | 比什地区拉泰斯特1981年－2019年 | 比什地区拉泰斯特1981年－2019年 | 比什地区拉泰斯特1981年－2019年 |
| 月份                           | 1月                            | 2月                            | 3月                            | 4月                            | 5月                            | 6月                            | 7月                            | 8月                            | 9月                            | 10月                           | 11月                           | 12月                           | 全年                           |
| ------------------------------ | ------------------------------ | ------------------------------ | ------------------------------ | ------------------------------ | ------------------------------ | ------------------------------ | ------------------------------ | ------------------------------ | ------------------------------ | ------------------------------ | ------------------------------ | ------------------------------ | ------------------------------ |
| 历史最高温 °C（°F）            | 19.9 (67.8)                    | 26.6 (79.9)                    | 27.3 (81.1)                    | 32.8 (91.0)                    | 35.3 (95.5)                    | 40.6 (105.1)                   | 39.7 (103.5)                   | 41.8 (107.2)                   | 36.8 (98.2)                    | 30.8 (87.4)                    | 27.1 (80.8)                    | 20.8 (69.4)                    | 41.8 (107.2)                   |
| 平均高温 °C（°F）              | 10.8 (51.4)                    | 12 (54)                        | 15.2 (59.4)                    | 17.2 (63.0)                    | 20.5 (68.9)                    | 24.3 (75.7)                    | 25 (77)                        | 25.4 (77.7)                    | 23.5 (74.3)                    | 20 (68)                        | 14.2 (57.6)                    | 10.8 (51.4)                    | 18.2 (64.8)                    |
| 日均气温 °C（°F）              | 7.1 (44.8)                     | 7.6 (45.7)                     | 10.4 (50.7)                    | 12.5 (54.5)                    | 16 (61)                        | 19.6 (67.3)                    | 20.5 (68.9)                    | 20.7 (69.3)                    | 18.1 (64.6)                    | 15.3 (59.5)                    | 10.3 (50.5)                    | 7.1 (44.8)                     | 13.8 (56.8)                    |
| 平均低温 °C（°F）              | 3.4 (38.1)                     | 3.2 (37.8)                     | 5.6 (42.1)                     | 7.9 (46.2)                     | 11.4 (52.5)                    | 14.9 (58.8)                    | 16 (61)                        | 16 (61)                        | 12.7 (54.9)                    | 10.6 (51.1)                    | 6.4 (43.5)                     | 3.3 (37.9)                     | 9.3 (48.7)                     |
| 历史最低温 °C（°F）            | −8.8 (16.2)                    | −6.6 (20.1)                    | −8.9 (16.0)                    | −0.1 (31.8)                    | 1.7 (35.1)                     | 5.5 (41.9)                     | 9.7 (49.5)                     | 8.9 (48.0)                     | 4 (39)                         | −2.1 (28.2)                    | −5.7 (21.7)                    | −10 (14)                       | −10 (14)                       |
| 平均降水量 mm（）              | 91.9 (3.62)                    | 69.2 (2.72)                    | 68.4 (2.69)                    | 58 (2.3)                       | 56.8 (2.24)                    | 41.2 (1.62)                    | 50 (2.0)                       | 58.8 (2.31)                    | 61 (2.4)                       | 97.7 (3.85)                    | 124 (4.9)                      | 77.7 (3.06)                    | 854.4 (33.64)                  |
| 月均日照時數                   | 67.2                           | 104.8                          | 171.9                          | 229                            | 222.4                          | 239.1                          | 261.4                          | 236.6                          | 208.1                          | 141.8                          | 48.9                           | 69.5                           | 2,000.7                        |
| 来源：infoclimat.fr            |                                |                                |                                |                                |                                |                                |                                |                                |                                |                                |                                |                                |                                |

## 行政区划
居让-梅斯特拉斯是法国新阿基坦大区吉伦特省的一个市镇，编号为33199。居让-梅斯特拉斯隶属于阿卡雄区和吉伦特省第八选区，管理居让-梅斯特拉斯县，同时也是南阿卡雄湾-大西洋城市圈公共社区的组成部分。
居让-梅斯特拉斯市镇被划为七个街区，实行街区自治制度。
法国国家统计与经济研究所（简称）在进行数据统计时，将居让-梅斯特拉斯及相邻的另外三个市镇设为比什地区拉泰斯特-阿卡雄城市核心区以及比什地区拉泰斯特-阿卡雄城市区。自2020年起，比什地区拉泰斯特-阿卡雄城市区被撤销，居让-梅斯特拉斯被划入包含275个市镇的波尔多城市辐射区代替。此外，还将居让-梅斯特拉斯市镇分为了5个“块区”（IRIS），以便于统计人口分布情况。

## 交通

### 公路
多条吉伦特省省道在居让-梅斯特拉斯境内交汇，新阿基坦大区下属的城际客运提供巴士线路，可前往周边部分市镇。
| 46 | 67 |

| 15 | 50 |

| {22 | 21 |

| 塔朗斯 | 52 |

| 佩萨克 | 51 |

| 索尼亚克-米雷 | 48 |

| 波尔多 | 57 |

| 比斯卡罗斯 | 36 |

| 阿卡雄 | 11 |

| 巴约讷 | 171 |

| 蒙德马桑 | 116 |

| 米米藏 | 61 |

2018年，73.3%的居让-梅斯特拉斯家庭拥有至少一辆私人汽车。2019年，居让-梅斯特拉斯境内共发生各类交通事故18起，造成24人受伤。

### 铁路

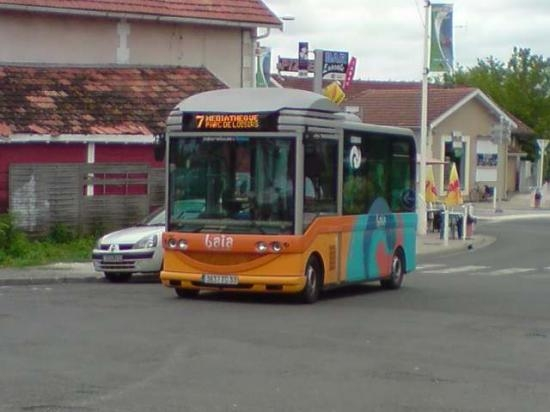
居让-梅斯特拉斯街头的公共汽车

居让-梅斯特拉斯位于拉莫特－阿卡雄铁路上，其境内有拉于姆站和居让-梅斯特拉斯站。两站均停靠往返于波尔多和阿卡雄一线的区域列车。

### 航空
距离居让-梅斯特拉斯最近的民用航空站为波尔多机场，距离居让-梅斯特拉斯市中心的公路里程约53公里。

### 城市公共交通
阿卡雄城市公共交通（商业名称为）是当地的城市公共交通系统。截至2022年2月，该系统共包括七条常规公交线路和多条定制公交线路，其中4路、5路、6路、7路、8路和F线经过了居让-梅斯特拉斯市区内的主要街道和居民区。

## 政治

### 市政内阁

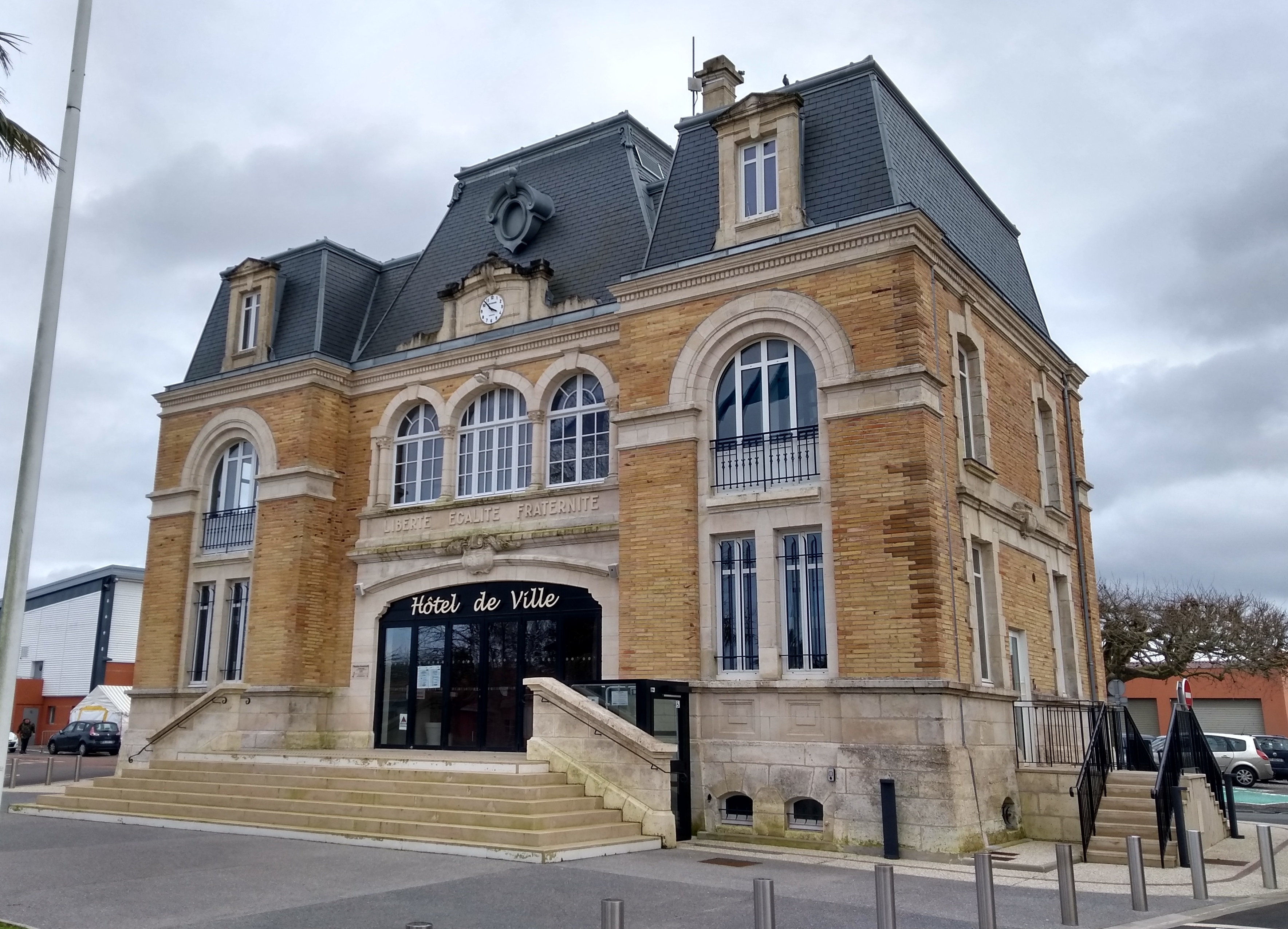
居让-梅斯特拉斯市政厅

居让-梅斯特拉斯的现任市长为玛丽-埃莱娜·德塞戈女士，她是一名右翼无党派人士，在2020年的市政选举中获得了57.1%的支持率。
| 居让-梅斯特拉斯历届市长 | 居让-梅斯特拉斯历届市长                     | 居让-梅斯特拉斯历届市长                      |
| 任期                    | 市长                                        | 党派                                         |
| ----------------------- | ------------------------------------------- | -------------------------------------------- |
| 1946年－1965年          | Paul Pouget 保罗·普热                       | 不详                                         |
| 1965年－2006年          | Michel Bézian 米歇尔·贝齐安                 | DVD右翼无党派人士                            |
| 2006年－                | Marie-Hélène des Esgaulx 玛丽-埃莱娜·德塞戈 | UMP人民运动联盟 →LR共和黨 →DVD右翼无党派人士 |

### 各级选举
| 居让-梅斯特拉斯历届投票选举结果 | 居让-梅斯特拉斯历届投票选举结果 | 居让-梅斯特拉斯历届投票选举结果 | 居让-梅斯特拉斯历届投票选举结果 | 居让-梅斯特拉斯历届投票选举结果 | 居让-梅斯特拉斯历届投票选举结果 | 居让-梅斯特拉斯历届投票选举结果 | 居让-梅斯特拉斯历届投票选举结果 | 居让-梅斯特拉斯历届投票选举结果 | 居让-梅斯特拉斯历届投票选举结果 |
| 选举项目                        | 选举范围                        | 选区单位                        | 选举结果                        | 选举结果                        | 选举结果                        | 选举结果                        | 选举结果                        | 选举结果                        | 参考资料                        |
| 选举项目                        | 选举范围                        | 选区单位                        | 第一轮胜出者                    | 第一轮胜出者                    | 支持率                          | 第二轮胜出者                    | 第二轮胜出者                    | 支持率                          | 参考资料                        |
| ------------------------------- | ------------------------------- | ------------------------------- | ------------------------------- | ------------------------------- | ------------------------------- | ------------------------------- | ------------------------------- | ------------------------------- | ------------------------------- |
| 2017年法國總統選舉              | 法國                            | 市镇                            |                                 | 埃马纽埃尔·马克龙               | 26.08%                          |                                 | 埃马纽埃尔·马克龙               | 66.14%                          | [ 31 ]                          |
| 2017年法国立法选举              | 吉伦特省第八选区                | 市镇                            |                                 | 索菲·帕诺纳克尔                 | 42.36%                          |                                 | 索菲·帕诺纳克尔                 | 62.86%                          | [ 31 ]                          |
| 2019年欧洲议会选举              | 法國                            | 市镇                            |                                 | 复兴运动党                      | 26.96%                          | （不适用）                      | （不适用）                      | （不适用）                      | [ 31 ]                          |
| 2021年法国省级选举              | 吉倫特省                        | 县                              |                                 | 卡丽娜·代穆兰 塞德里克·潘       | 33.4%                           |                                 | 卡丽娜·代穆兰 塞德里克·潘       | 61.13%                          | [ 32 ]                          |
| 2021年法国省级选举              | 吉倫特省                        | 市镇                            |                                 | 卡丽娜·代穆兰 塞德里克·潘       | 16.78%                          |                                 | 卡丽娜·代穆兰 塞德里克·潘       | 51.05%                          | [ 32 ]                          |
| 2021年法国大区选举              |                                 | 市镇                            |                                 | 阿兰·鲁塞                       | 25.49%                          |                                 | 维尔吉妮·卡尔梅尔               | 41.98%                          | [ 33 ]                          |

## 人口
2018年，居让-梅斯特拉斯市镇人口数量为21,543，在法国排名第426位。其中男性10,358人，女性11,185人，75岁及以上人口占10.7%，外籍人口数量为3,730人，人口密度为399人/平方公里，当地居民被称为（男性）或（女性）。2019年，居让-梅斯特拉斯境内出生152人，死亡人口231人。
| 居让-梅斯特拉斯1901年－2019年人口变化情况 |
|                                           |
| 数据来源：Cassini、INSEE                  |

## 经济
截止2022年2月，居让-梅斯特拉斯市镇范围内共有各类用人单位（包含自雇）4,163家，平均历史为14年，其中99.48%为中小型企业（PME）。（大型零售）、（船舶）及（博彩）是当地2020年营业额最高的三个企业，分别为59,662,738欧元、32,924,839欧元和5,136,875欧元。

## 财政与居民收入
2020年，居让-梅斯特拉斯的财政收入总额为25,148,600欧元，财政支出总额为20,686,600欧元，当年的债务总额为14,683,200欧元。2021年，居让-梅斯特拉斯共获得2,517,214欧元的国家财政补助，比上一年增加了2.48%。
2019年，居让-梅斯特拉斯的人均月收入总额为2,413欧元，其中高级职员为4,337欧元，高于法国平均水平（4,230欧元）；中级职员为2,428欧元，高于法国平均水平（2,411欧元）；普通职员为1,731欧元，低于法国平均水平（1,740欧元）。
2018年，居让-梅斯特拉斯境内的青壮年（15至64岁）失业率为13.4%，当地57.2%的家庭拥有纳税资格，平均纳税3,569欧元，低于法国平均水平（3,910欧元）。

## 社会事务

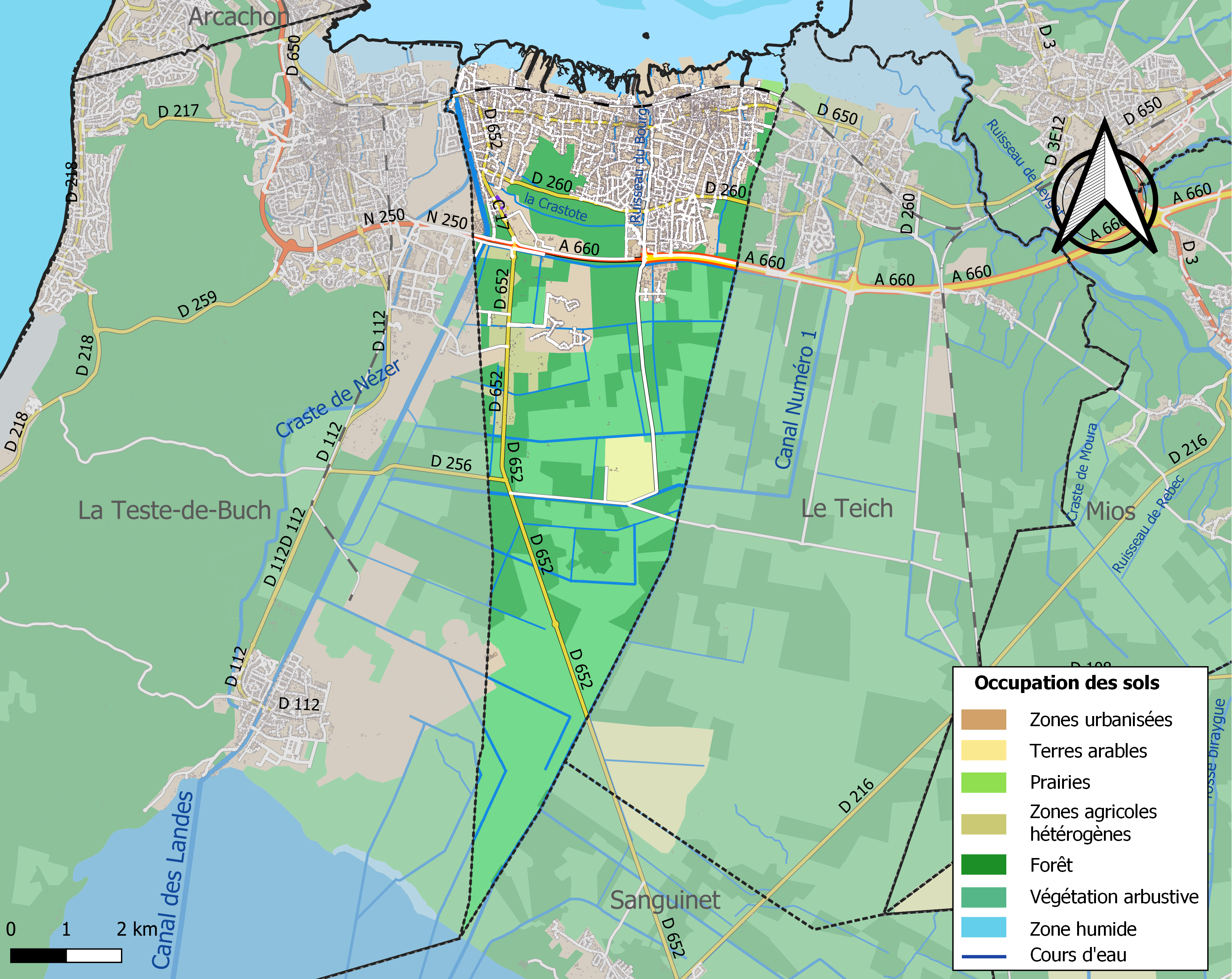
居让-梅斯特拉斯土地利用情况地图

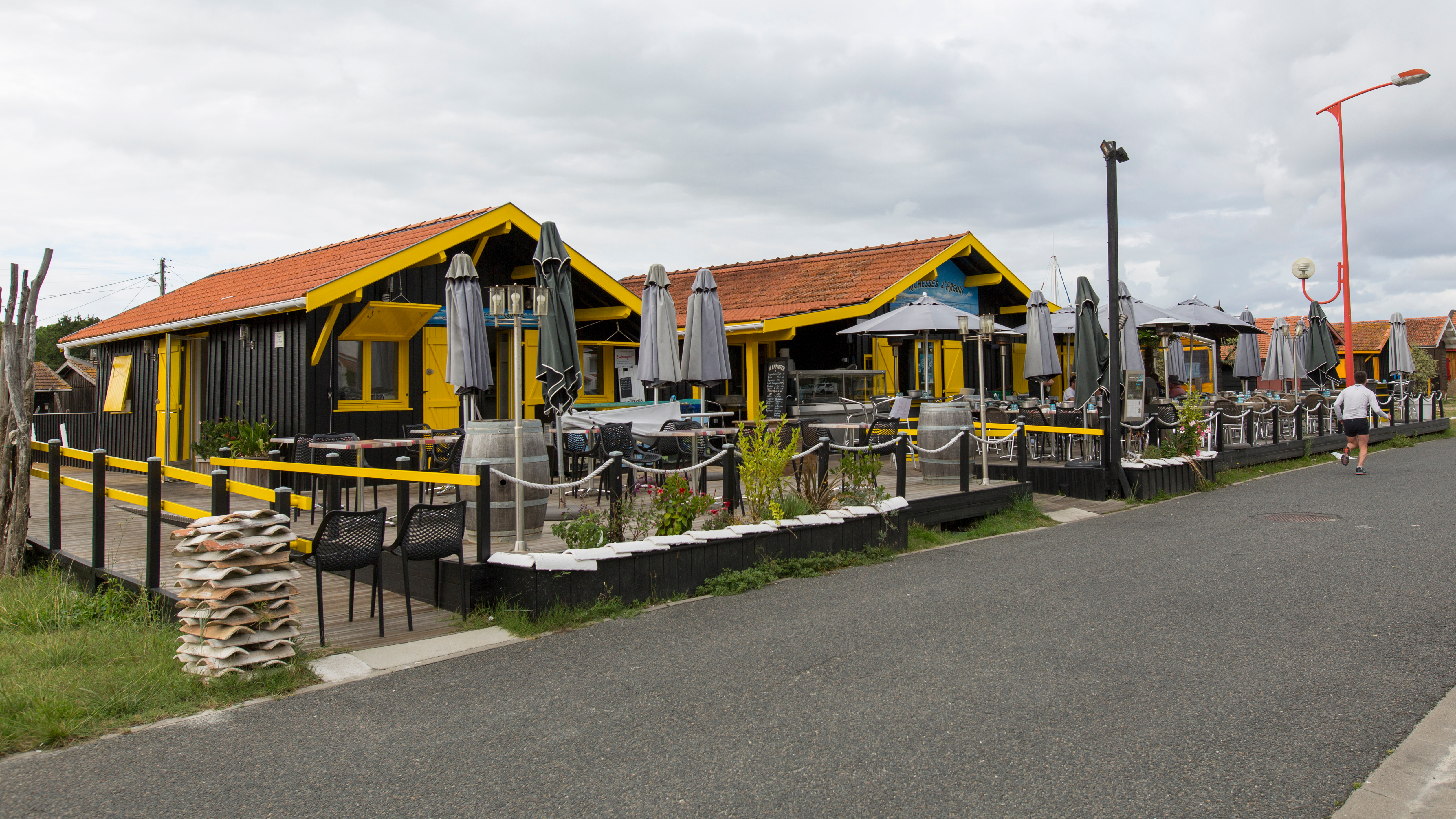
于姆港附近的餐厅

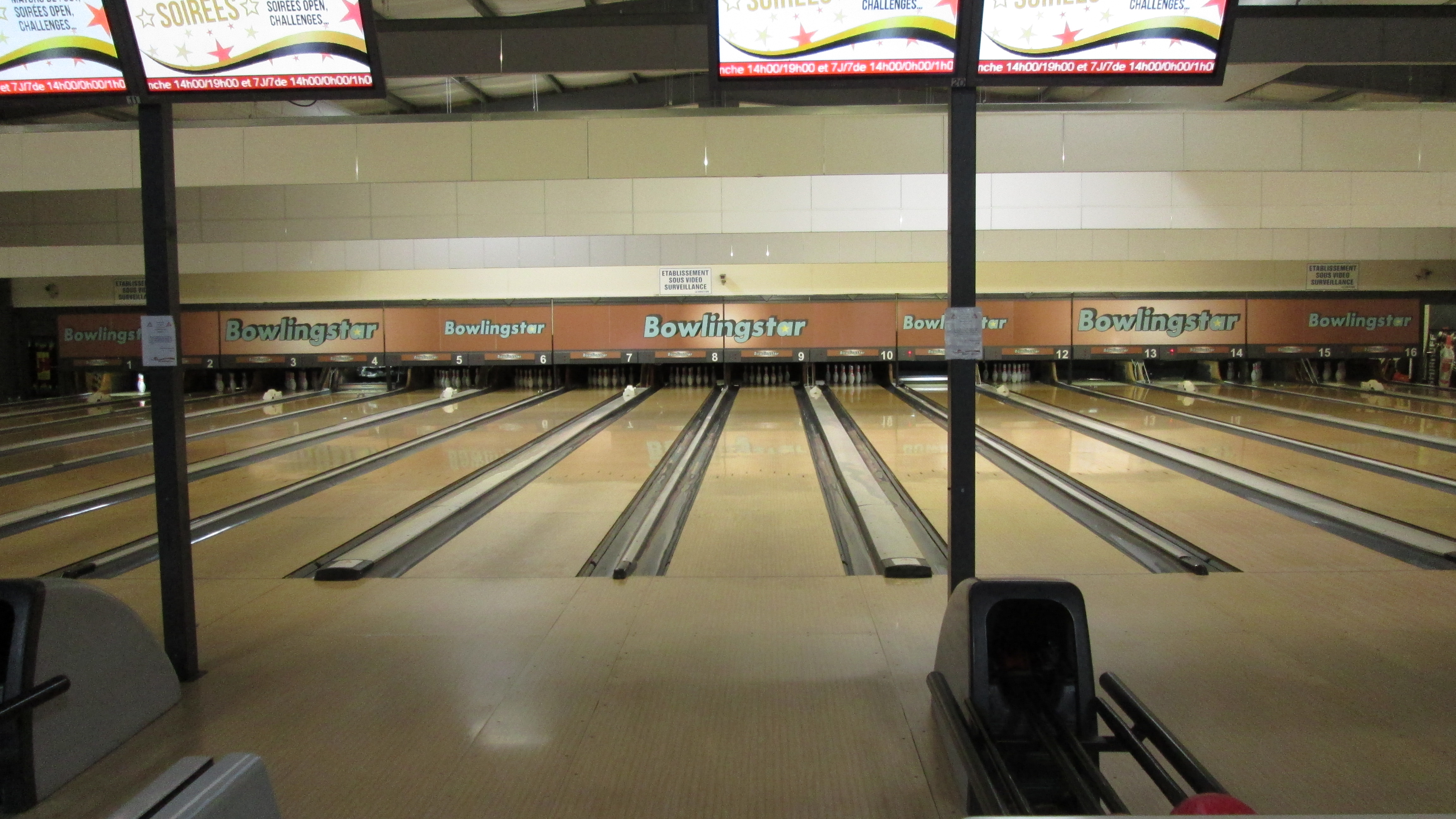
居让-梅斯特拉斯的一处保龄球馆

### 教育
居让-梅斯特拉斯属于波尔多学区。截止2020年1月1日，居让-梅斯特拉斯境内共有4所幼儿园、5所小学、1所初级中学和1所普通高中。2018至2019学年度，居让-梅斯特拉斯境内共有在校中等教育阶段学生1,616名。

### 医疗
截止2020年1月1日，居让-梅斯特拉斯境内共有全科医生21名、保健师31名、牙医15名、护士40名、眼科医生4名、助产士2名、儿科医生2名和妇科医生1名。境内共有药房6家、养老院2家、残疾人帮扶中心2家。
距离居让-梅斯特拉斯最近的区域性医疗机构为阿卡雄中心医院（Centre Hospitalier d'Arcachon），其主病区位于居让-梅斯特拉斯市区西南部与拉泰斯特德比什交界处，设有床位204个，是当地规模最大的公立综合性医院。

### 住房
2018年，居让-梅斯特拉斯境内共有各类住房12,889套，其中80.1%为独立式居民区，16.7%为集中式居民区。常住房屋占居让-梅斯特拉斯市镇范围内居民建筑总量的78.3%。
在住房保障政策方面，2020年，居让-梅斯特拉斯境内共有1,133户家庭获得了住房经济补助，受益人数占总人口数量的5.3%，其中1,078份为房租补助。

### 商业
2019年，居让-梅斯特拉斯境内共有各类实体商铺613家，其中餐厅70家、大型超市7家、杂货店4家、面包房9家、肉铺4家、书店4家、装饰品店4家、银行门店13家、美容美发店39家、汽车维修店24家。市区南部建有开放式商业街区，有Hyper U、Lidl等大型购物商场。

### 体育
2020年，居让-梅斯特拉斯境内共有1家游泳池、1间体育馆、1座综合体育场、13处网球场、2处足球或橄榄球场、2处篮球或排球场以及1处高尔夫球场。
截至2022年2月，居让-梅斯特拉斯境内暂无注册足球俱乐部。
居让-梅斯特拉斯运动员联盟）是当地的一支橄榄球队，成立于1908年，2021至2022赛季参加法国全国橄榄球乙组联赛（法国第五级别），其主场路易·贝齐安球场（Stade de Louis Bézian）位于市中心。

### 环境
居让-梅斯特拉斯的环境事务由其所属的南阿卡雄湾-大西洋城市圈公共社区负责。2019年，居让-梅斯特拉斯境内共有2家污染企业。

### 治安
2019年，居让-梅斯特拉斯市镇范围内有1处宪兵队。
居让-梅斯特拉斯所在地是阿卡雄国家宪兵队的管辖范围。2020年，该宪兵队辖区内共15个市镇累计发生各类案件5,033起，其中盗窃类案件2,511起，经济类案件1,287起，毒品交易类案件130起。

## 文化
2020年，居让-梅斯特拉斯境内共有1家电影院和1家音乐厅。居让-梅斯特拉斯市政府提供米歇尔·贝齐安多媒体中心（Médiathèque Michel Bézian），每周一至六向公众开放。

### 建筑
居让-梅斯特拉斯境内的建筑大部分建于20世纪以后，圣莫里斯教堂（Église Saint-Maurice de Gujan-Mestras）和圣米歇尔小教堂（Chapelle Saint-Michel de Mestras）是当地的地标性建筑物。

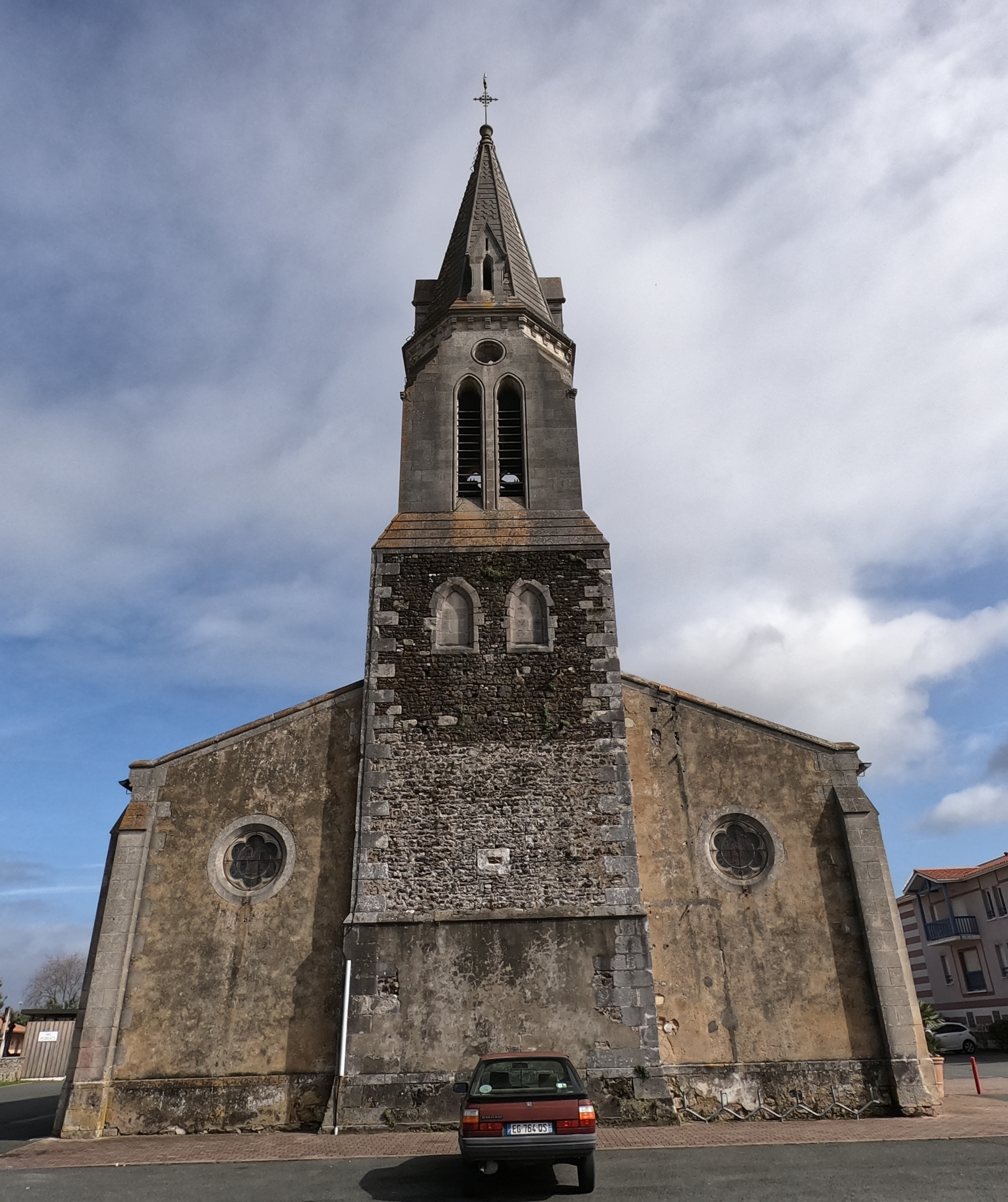
圣莫里斯教堂
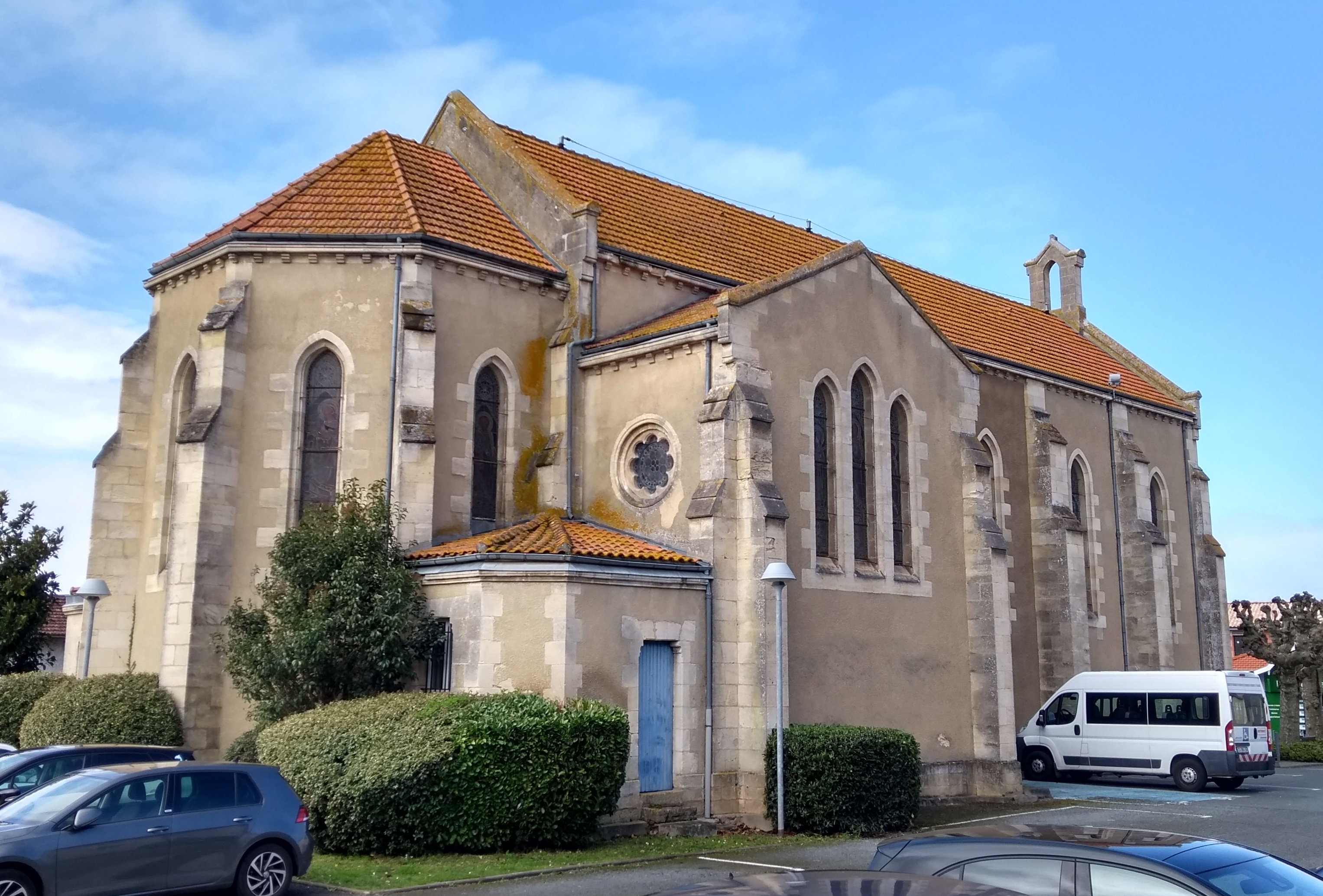
圣米歇尔小教堂
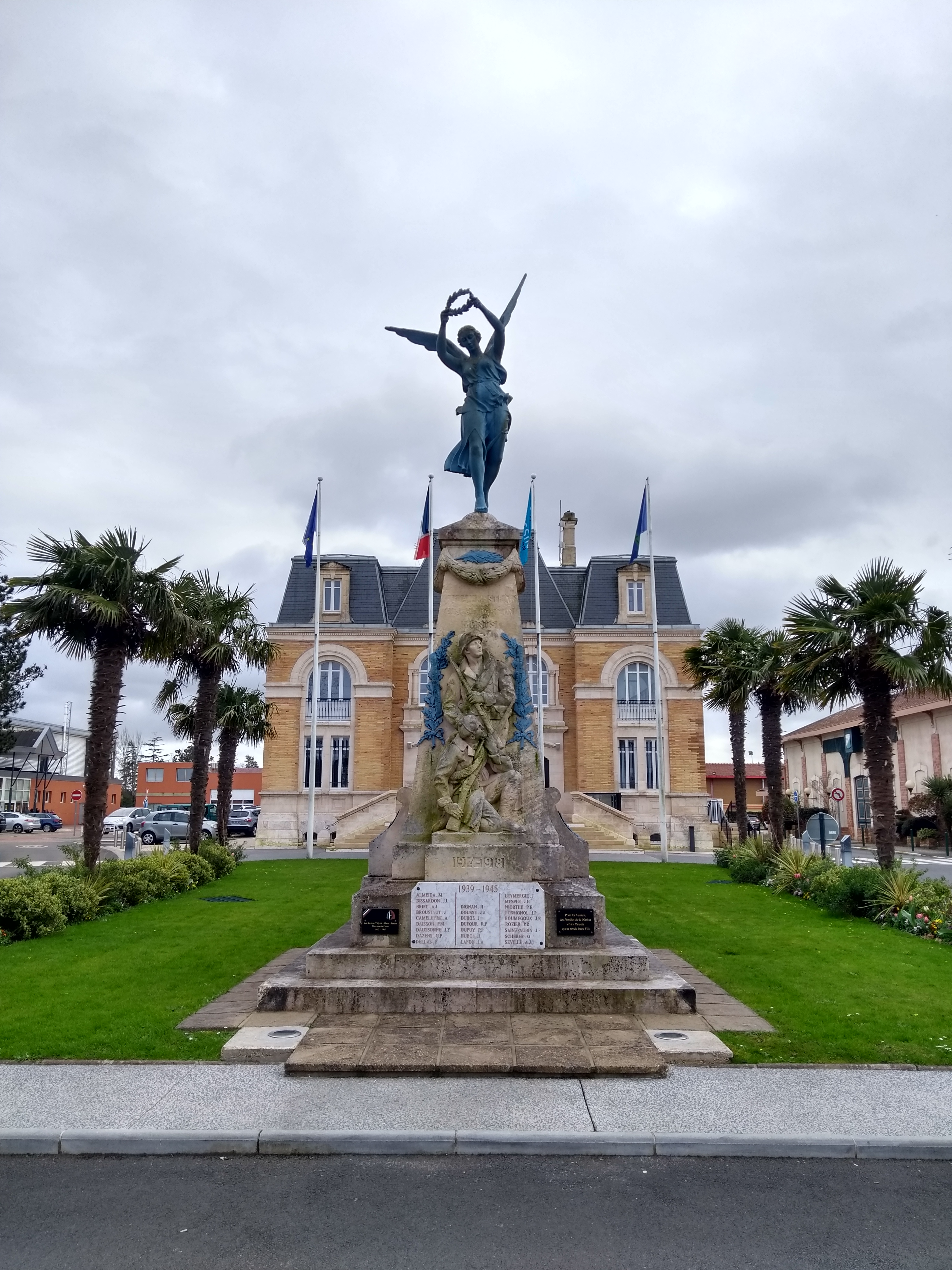
市政厅前方的雕塑
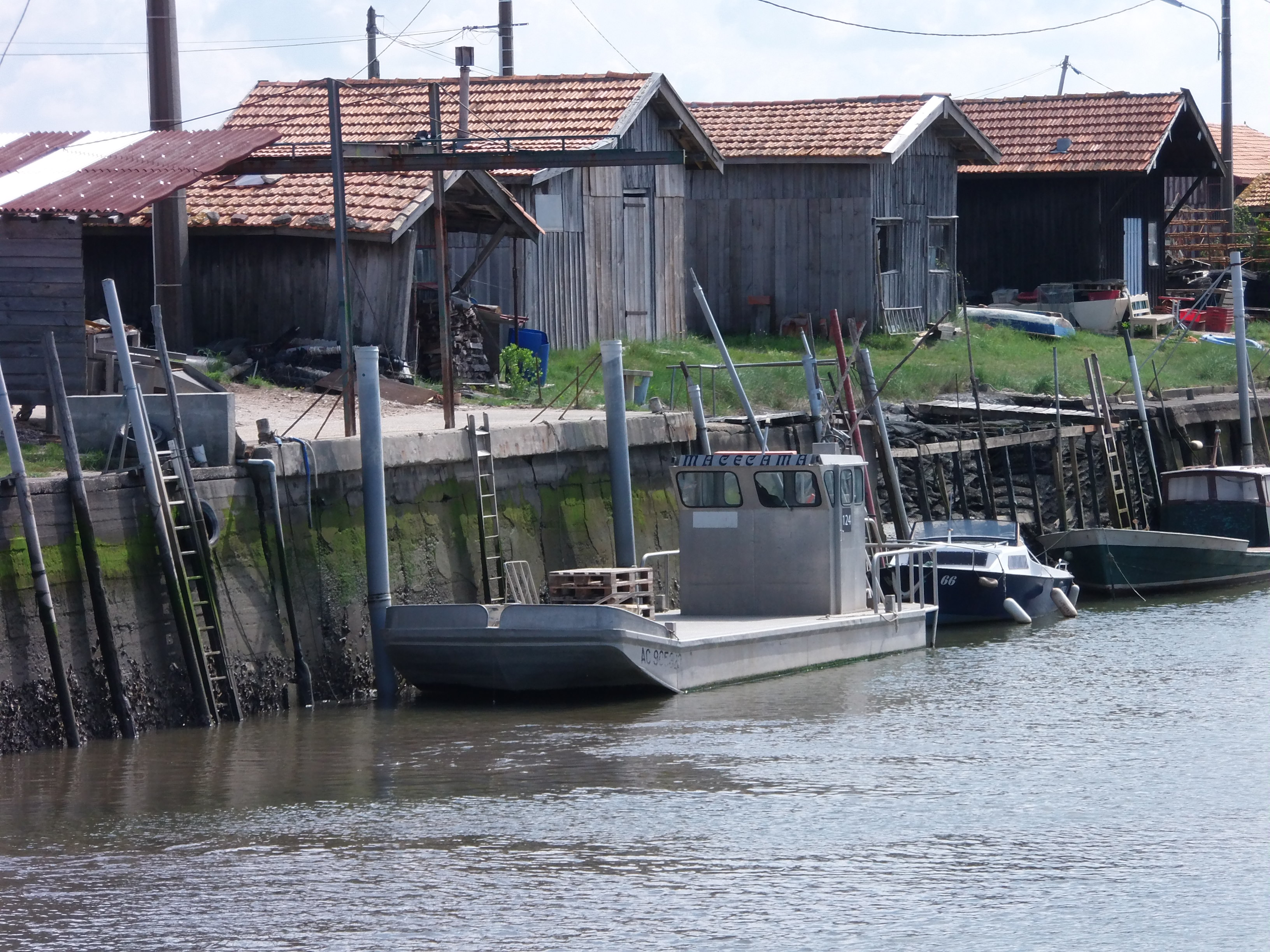
拉罗斯港
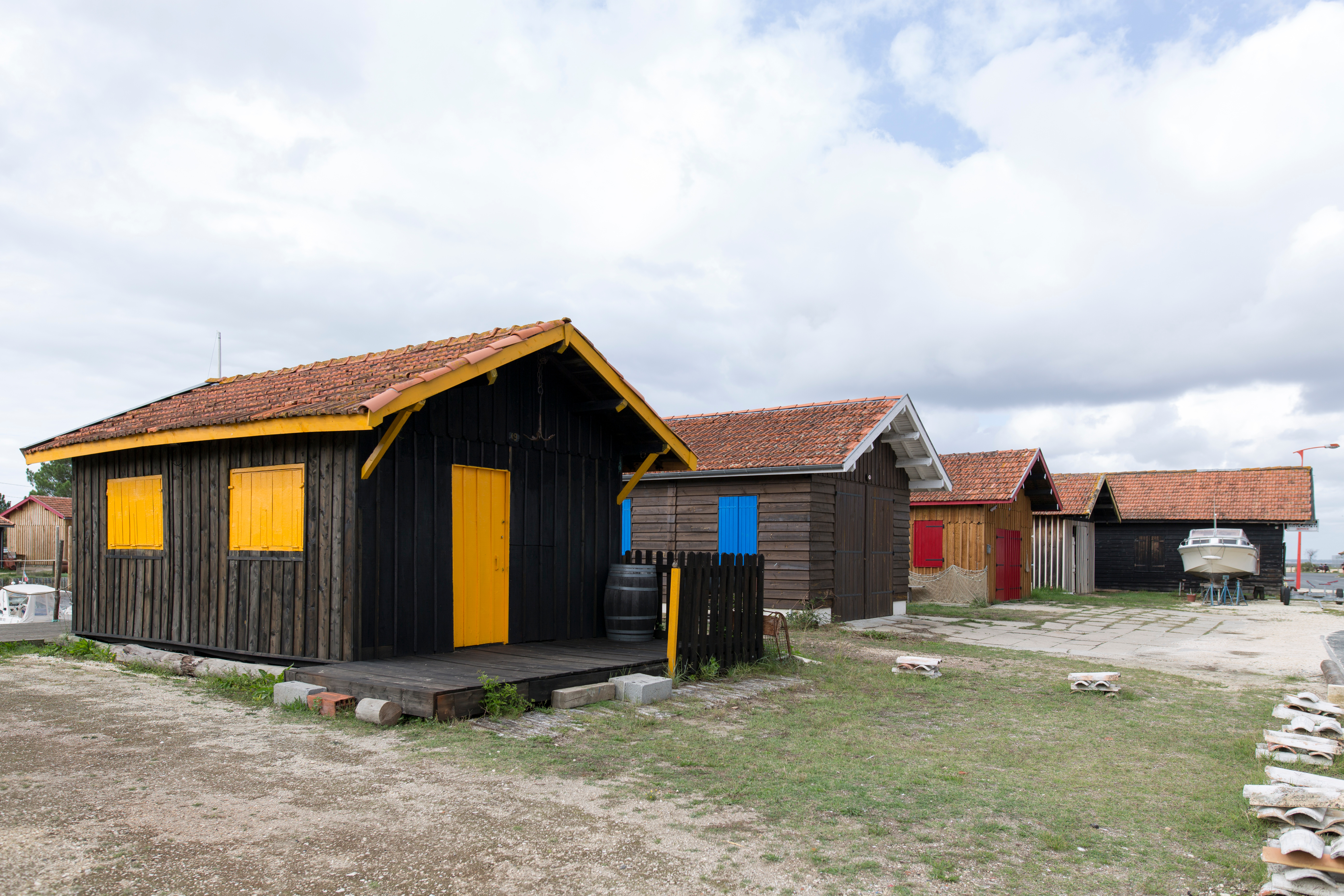
拉于姆港
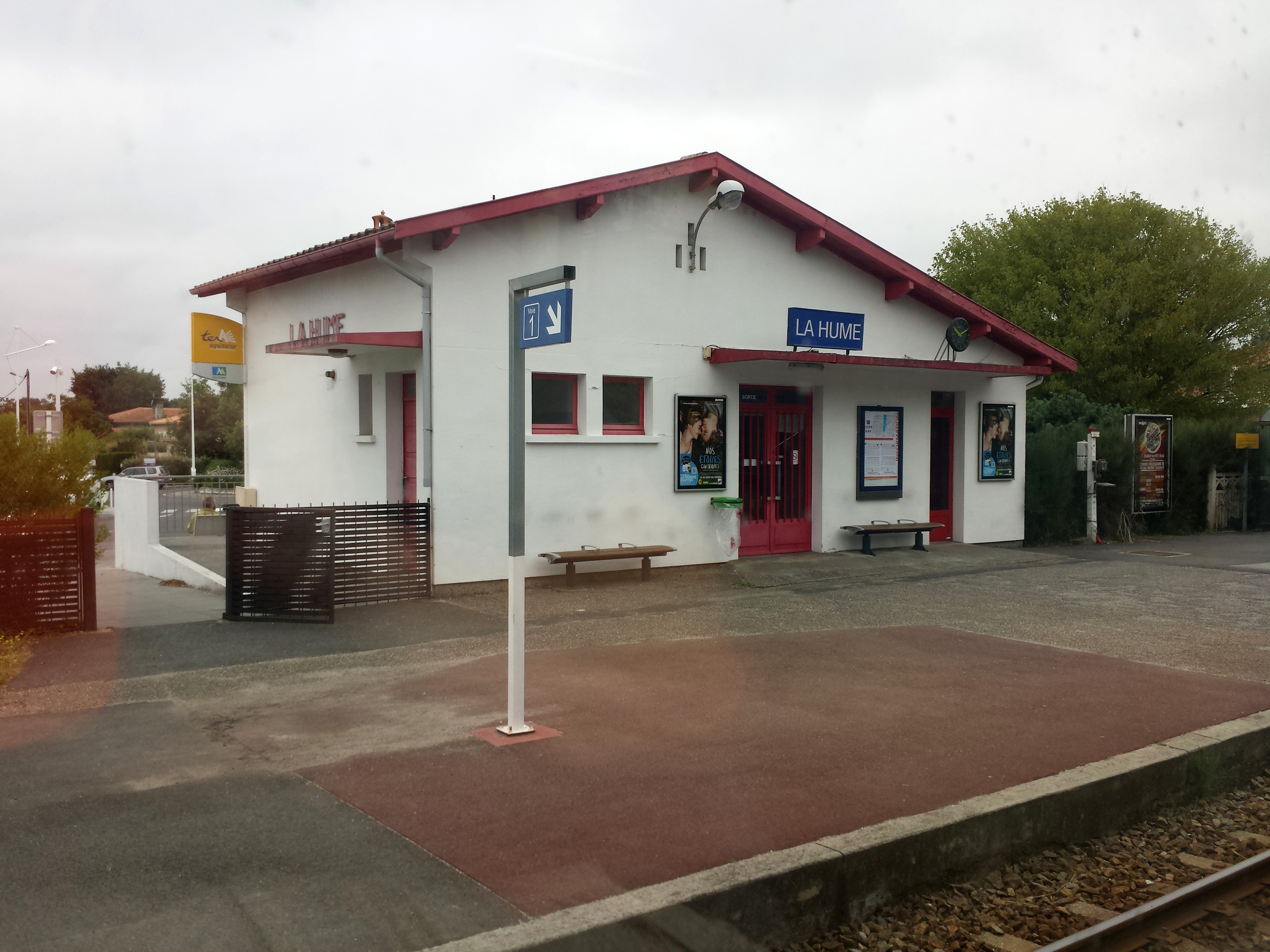
拉于姆火车站
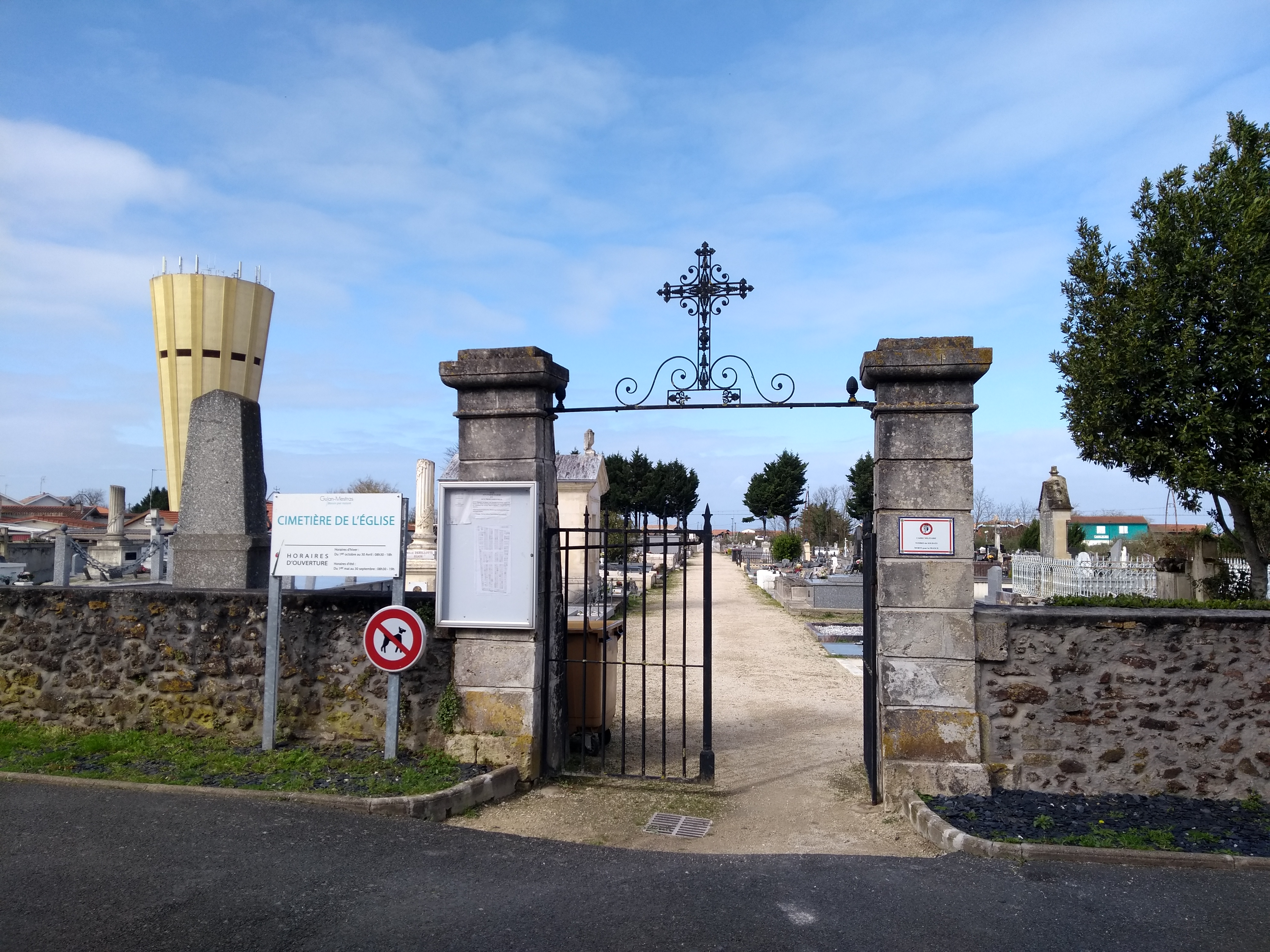
公墓

### 旅游
居让-梅斯特拉斯的旅游事务由其所属的南阿卡雄湾-大西洋城市圈公共社区负责。2021年，居让-梅斯特拉斯境内共有2家酒店共计137间房间；另有4个露营地，可容纳共349辆露营车。

### 媒体
法国主要的媒体均可在居让-梅斯特拉斯接收，法国电视三台下属的新阿基坦大区频道在部分时段播出居让-梅斯特拉斯所属区域的地方新闻。《海湾追寻》、《西南报》、蓝色法兰西吉伦特广播、阿卡雄湾广播、波尔多电视台等是当地主要的地方性媒体。

## 相关人物
法国乐队德拉韦加兄弟来自居让-梅斯特拉斯。

## 友好城市
截至2022年2月，居让-梅斯特拉斯共与一座城市互为友好城市关系：
- 西班牙 圣玛丽亚德卡永